# Vadim Chamutckich
Vadim Anatol'evič Chamutckich (in russo Вадим Анатольевич Хамутцких?; Aša, 26 novembre 1969 – Belgorod, 31 dicembre 2021) è stato un pallavolista russo.

## Palmarès

### Nazionale (competizioni minori)
- European League 2004